# Verethragna
Pour les articles homonymes, voir Bahram.

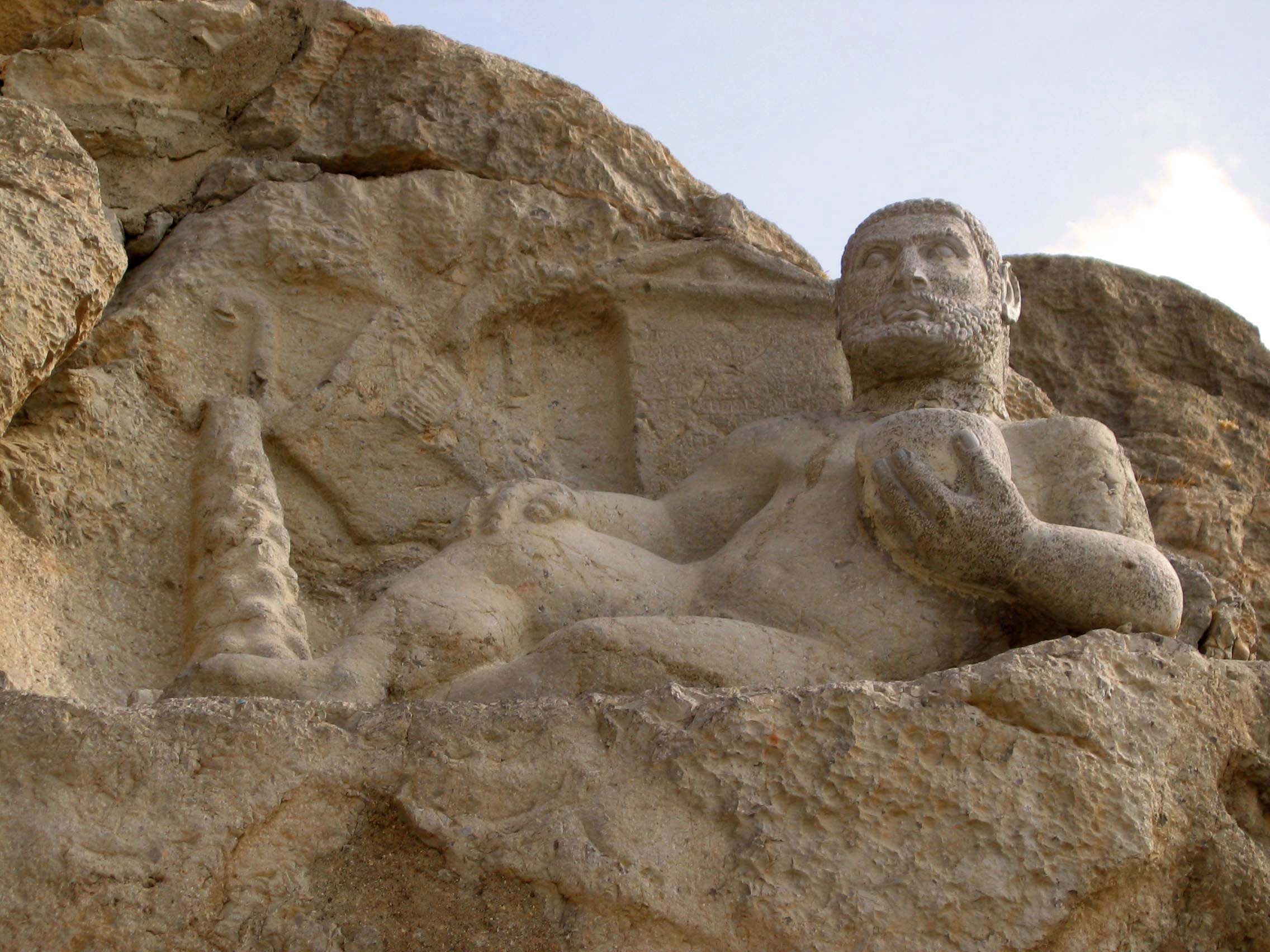
Statue d'Héraclès à Beshitun, interprétée comme une représentation de Verethragna comme Héraclès à l'époque hellénistique

Verethragna, ou Bahrām, est  une divinité guerrière du panthéon antique iranien. Pouvant prendre plusieurs formes, il combat et vainc le mal. Mentionné plusieurs fois dans l’Avesta, il y prend tantôt une forme immatérielle (vent violent), la forme humaine ou des formes animales telle un oiseau dont les plumes ont un effet protecteur magique, à l’instar du Simorgh, oiseau mythique du Shâh Nâmeh. Semblable au dieu hindouiste Indra, il est appelé wsγn par les Sogdiens, Orlagno par les  Bactriens, Varlagn par les Saces, et Arlagn par les Chorasmiens. Après l’invasion de la Perse par les Macédoniens d'Alexandre le Grand, un syncrétisme religieux s’opère sous les Séleucides confondant Véréthragna avec le demi-dieu grec Héraclès.

## Culture et Traditions

### Nom de planète
Au cours des réformes dans les domaines de l'astronomie et du calendrier des Sassanides (205-651), la planète Mars fut renommée Bahram. Zaehner attribue cela à l'influence syncrétique du système astral-théologique chaldéen, où le dieu babylonien Nergal était à la fois le dieu de la guerre et le nom de la planète rouge.

### Nom de rois
Bahrām fut le nom de six rois de l'empire sassanide :  
- Bahrām I (r. 273-276). Fils et successeur de Shapur Ier
- Bahrām II (r. 276-293). Fils et successeur de Bahrām I
- Bahrām III (r. 293). Fils et successeur de Bahrām II
- Bahrām IV (r. 388-399). Fils et successeur de Shapur III
- Bahrām V Gōr (r. 421-438). Fils et successeur de Yazdgard I
- Bahrām VI Čōbīn (r. 590-591). Successeur de Hormizd IV

En plus de ces derniers, Ardachîr II (r. 379-383), demi-frère de Shapur II, se distingue (du fondateur de l'Empire) par le nom 'Ardashir Vahram'.

### Sources
- (fr) Vesta Sarkhosh Curtis, Mythes perses, éditions du Seuil, 1994, Paris.  (ISBN 978-2-02-022045-3)
- (fr) Louis Vanden Berghe, Reliefs rupestres de l'Iran ancien, Musées royaux d’art et d’histoire, Bruxelles, 1984, 208pp.